# U.S. Route 158
La U.S. Route 158 (US 158) est une US Route auxiliaire de la US 58 allant d'ouest en est. Elle relie Mocksville à Whalebone Junction en Caroline du Nord.

## Description du tracé

### Caroline du Nord
La US 158 débute à l'intersection avec la US 64 et la US 601 à Mocksville. Elle se dirige vers le nord-est en longeant l'I-40 jusqu'à Winston-Salem. Elle y rejoint la US 421 et, en multiplex, les routes traversent la ville. À l'est du centre-ville, les routes se séparent et la US 158 se dirige vers le nord-est. Elle passe par Stokesdale, Reidsville et Yanceyville avant d'adopter un alignement vers l'est. Elle passe alors par Roxboro et Oxford, où elle longe l'I-85 vers le nord-est. À Norlina, elle se dirige à nouveau vers l'est pour atteindre Roanoke Rapids, Jackson, Murfreesboro, Winton, Elizabeth City et Barco. Là, elle bifurque vers le sud en longeant les Outer Banks, sur la côte atlantique. Elle passe par Grandy et Point Harbour avant de prendre la direction de Nags Head. À l'intersection avec la US 64 et la NC 12, la US 158 prend fin. La NC 12 poursuit le tracé de la route vers le sud.

## Intersections majeures
Caroline du Nord
 US 64 / US 601 à Mocksville
 I-40 à Winston-Salem
 US 421 à Winston-Salem. Les routes forment un multiplex dans la ville.
 US 52 à Winston-Salem
 I-74 à Winston-Salem
 I-73 / US 220 près de Stokesdale
 US 29 à Reidsville
 US 501 à Roxboro. Les routes forment un multiplex dans la ville.
 US 15 à Oxford
 I-85 à Oxford
 I-85 à Henderson. Les routes forment un multiplex dans la ville.
 US 1 à Henderson. Les routes forment un multiplex jusqu'à Norlina.
 US 401 à Norlina. Les routes forment un multiplex jusqu'au sud-est de Norlina.
 I-95 à Roanoke Rapids
 US 301 à Weldon. Les routes forment un multiplex jusqu'à Garysburg.
 US 258 à Murfreesboro. Les routes forment un multiplex dans la ville.
 US 13 à Winton. Les routes forment un multiplex jusqu'à Tarheel.
 US 17 près de South Mills. Les routes forment un multiplex jusqu'à Elizabeth City.
 US 64 / NC 12 à Nags Head